# DR 6
DR 6是在銀河系的一個星團，由塵埃、氣體和大約10顆大的新生恆星組成，每顆都大約是太陽的10到20倍大。它是由美國國家航空暨太空總署的天文學家用史匹哲太空望遠鏡以紅外線觀察星雲時發現的。
星團中看起來綠色的區域主要由氣體組成，而看起來紅色的部分則由塵埃組成
DR 6星雲位於天鵝座的方向上，距離地球大約3,900 光年。這10顆恆星所在的星雲中心大約有3.5光年長，大致相當於太陽和離太陽最近的恆星南門二（半人馬座α）之間的距離。

## "銀河食屍鬼"
DR 6星團因為其星雲的部分與人臉相似，因而被戲稱為"銀河食屍鬼"，天文學家將其描述為「某種怪異的太空臉」，強調了看起來像眼睛和嘴巴的空腔狀區域。這些大空洞是來自星雲中心的10顆恆星（也稱為「鼻子」的部分）的"高能光"和强烈的恆星風的結果。
由於這個星雲怪異的外觀，它在美國國家航空暨太空總署的網站上被列為2004年11月1日萬聖節前夕當天的天文圖片.。